# Kamer van volksvertegenwoordigers (samenstelling 1892-1894)

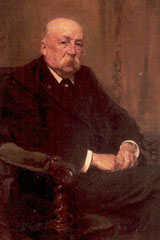
Kamervoorzitter de Lantsheere

De 19de legislatuur van de Belgische Kamer van volksvertegenwoordigers liep van 12 juli 1892 tot 12 juni 1894.
Tijdens deze legislatuur waren achtereenvolgens de regering-Beernaert (oktober 1884 - maart 1894) en de regering-De Burlet (maart 1894 - februari 1896) in functie. Dit waren beiden katholieke meerderheden.

## Verkiezingen
De Kamer van volksvertegenwoordigers telde toen 152 leden. Het nationale kiesstelsel was in die periode gebaseerd op cijnskiesrecht, volgens een systeem van een meerderheidsstelsel, gecombineerd met een districtenstelsel. Iedere Belg die ouder dan 25 jaar was en een bepaalde hoeveelheid cijns betaalde, kreeg stemrecht. Hierdoor was er een beperkt kiezerskorps.
Deze legislatuur volgde uit de verkiezingen van dinsdag 14 juni 1892. Bij deze verkiezingen werden 152 parlementsleden verkozen in alle kieskringen. Op dinsdag 21 juni 1892 vond een tweede ronde plaats in de kieskringen Bergen, Doornik, Verviers, Nijvel en Charleroi.

## Zittingen
In de 19de zittingsperiode (1892-1894) vonden drie zittingen plaats. Van rechtswege kwamen de Kamers ieder jaar bijeen op de tweede dinsdag van november. Een koninklijk besluit van 21 juni 1892 liet echter een buitengewone zitting samenkomen na de verkiezingen van 14 juni 1892. De openingszitting vond plaats op 12 juli 1892 onder voorzitterschap van ouderdomsdeken Félix Berten, bijgestaan door de twee jongste leden Auguste Raemdonck van Megrode en Edouard Jean de Rouillé.
| Zitting               | Opening         | Sluiting         |
| --------------------- | --------------- | ---------------- |
| buitengewone zitting  | 12 juli 1892    | 29 juli 1892     |
| 2de zitting 1892-1893 | 8 november 1892 | 2 september 1893 |
| 3de zitting 1893-1894 | 17 oktober 1893 | 27 juni 1894     |

## Samenstelling
De 152 zetels zijn als volgt verdeeld naar partij en gewijzigd in de loop van de legislatuur:
| Vanaf        | Katholieken | Liberalen | Vacant | Wijziging in fractiesamenstelling                                                                  |
| ------------ | ----------- | --------- | ------ | -------------------------------------------------------------------------------------------------- |
| 12 juli 1892 | 92          | 59        | 1      | Twee dagen na de verkiezingen (vóór de eerste zitting) overlijdt de liberaal Victor Tesch.         |
| 20 juli 1892 | 93          | 59        | 0      | De katholiek Alphonse Nothomb volgt Tesch op na buitengewone verkiezing op 16 juli 1892 in Aarlen. |
| 10 mei 1894  | 93          | 58        | 1      | Op 10 mei 1894 overlijdt de liberaal Gustave Sabatier. Hij wordt niet meer vervangen.              |

## Lijst van de volksvertegenwoordigers
| Volksvertegenwoordiger             | Partij    | Kieskring     | Opmerkingen                                                                      |
| ---------------------------------- | --------- | ------------- | -------------------------------------------------------------------------------- |
| Edouard Biart                      | Katholiek | Antwerpen     |                                                                                  |
| Edward Coremans                    | Katholiek | Antwerpen     |                                                                                  |
| Auguste Delbeke                    | Katholiek | Antwerpen     |                                                                                  |
| Jean-Baptiste De Winter            | Katholiek | Antwerpen     |                                                                                  |
| Eugène Meeus                       | Katholiek | Antwerpen     |                                                                                  |
| Louis Van den Broeck               | Katholiek | Antwerpen     |                                                                                  |
| Maurice de Ramaix                  | Katholiek | Antwerpen     |                                                                                  |
| Charles Ullens de Schooten         | Katholiek | Antwerpen     |                                                                                  |
| Jacques Van den Bemden             | Katholiek | Antwerpen     |                                                                                  |
| Julien Koch                        | Katholiek | Antwerpen     |                                                                                  |
| Florimond Heuvelmans               | Katholiek | Antwerpen     |                                                                                  |
| Albert Alexandre Lefebvre          | Katholiek | Mechelen      |                                                                                  |
| François Broers                    | Katholiek | Mechelen      |                                                                                  |
| Jean Notelteirs                    | Katholiek | Mechelen      |                                                                                  |
| Victor Emile Fris                  | Katholiek | Mechelen      |                                                                                  |
| Charles de Broqueville             | Katholiek | Turnhout      |                                                                                  |
| Jean-Baptiste Coomans              | Katholiek | Turnhout      |                                                                                  |
| Petrus Dierckx                     | Katholiek | Turnhout      |                                                                                  |
| Paul Janson                        | Liberaal  | Brussel       |                                                                                  |
| Karel Buls                         | Liberaal  | Brussel       |                                                                                  |
| Charles Graux                      | Liberaal  | Brussel       |                                                                                  |
| Léon Vanderkindere                 | Liberaal  | Brussel       |                                                                                  |
| Henri Bergé                        | Liberaal  | Brussel       |                                                                                  |
| Maurice Lemonnier                  | Liberaal  | Brussel       |                                                                                  |
| Louis Huysmans                     | Liberaal  | Brussel       |                                                                                  |
| Emile De Mot                       | Liberaal  | Brussel       |                                                                                  |
| Henri Alexis Brialmont             | Liberaal  | Brussel       |                                                                                  |
| Emile Féron                        | Liberaal  | Brussel       |                                                                                  |
| Emile Carpentier                   | Liberaal  | Brussel       |                                                                                  |
| François Prosper Hanrez            | Liberaal  | Brussel       |                                                                                  |
| Henri Hollevoet                    | Liberaal  | Brussel       |                                                                                  |
| Léon Lepage                        | Liberaal  | Brussel       |                                                                                  |
| Auguste Lambiotte                  | Liberaal  | Brussel       |                                                                                  |
| Louis Richald                      | Liberaal  | Brussel       |                                                                                  |
| Jean Lepoutre                      | Liberaal  | Brussel       |                                                                                  |
| Eugène Robert                      | Liberaal  | Brussel       |                                                                                  |
| Frans Schollaert                   | Katholiek | Leuven        |                                                                                  |
| Jules de Trooz                     | Katholiek | Leuven        |                                                                                  |
| Léon Rosseeuw                      | Katholiek | Leuven        |                                                                                  |
| Albert Nyssens                     | Katholiek | Leuven        |                                                                                  |
| Edouard De Néeff                   | Katholiek | Leuven        |                                                                                  |
| Joseph-Adrien Beeckman             | Katholiek | Leuven        |                                                                                  |
| Georges Snoy                       | Katholiek | Nijvel        | Secretaris.                                                                      |
| Léon Pastur                        | Katholiek | Nijvel        |                                                                                  |
| Jules de Burlet                    | Katholiek | Nijvel        |                                                                                  |
| Emile Henricot                     | Liberaal  | Nijvel        |                                                                                  |
| Amedée Visart de Bocarmé           | Katholiek | Brugge        |                                                                                  |
| Adolphe Declercq                   | Katholiek | Brugge        |                                                                                  |
| Alfred Ronse                       | Katholiek | Brugge        |                                                                                  |
| Julien Liebaert                    | Katholiek | Kortrijk      |                                                                                  |
| Pierre Tack                        | Katholiek | Kortrijk      | Ondervoorzitter.                                                                 |
| Auguste Reynaert                   | Katholiek | Kortrijk      |                                                                                  |
| Jules Vandenpeereboom              | Katholiek | Kortrijk      |                                                                                  |
| Ferdinand de Stuers                | Liberaal  | Oostende      |                                                                                  |
| Alphonse Pieters                   | Liberaal  | Oostende      |                                                                                  |
| Théophile de Lantsheere            | Katholiek | Diksmuide     | Parlementsvoorzitter.                                                            |
| Léon Visart de Bocarmé             | Katholiek | Veurne        | Quaestor.                                                                        |
| Auguste Beernaert                  | Katholiek | Tielt         |                                                                                  |
| Maurice Van der Bruggen            | Katholiek | Tielt         |                                                                                  |
| Fernand de Jonghe d'Ardoye         | Katholiek | Roeselare     | Quaestor.                                                                        |
| Adrien Spillebout                  | Katholiek | Roeselare     |                                                                                  |
| René Colaert                       | Katholiek | Ieper         |                                                                                  |
| Félix Berten                       | Katholiek | Ieper         |                                                                                  |
| Eugène Struye                      | Katholiek | Ieper         |                                                                                  |
| Charles Woeste                     | Katholiek | Aalst         |                                                                                  |
| Victor Van Wambeke                 | Katholiek | Aalst         | Ondervoorzitter.                                                                 |
| Louis De Sadeleer                  | Katholiek | Aalst         | Secretaris.                                                                      |
| Charles Verbrugghen                | Katholiek | Aalst         |                                                                                  |
| Paul Raepsaet                      | Katholiek | Oudenaarde    |                                                                                  |
| Louis Thienpont                    | Katholiek | Oudenaarde    |                                                                                  |
| Ephrem De Malander                 | Katholiek | Oudenaarde    |                                                                                  |
| Paul de Smet de Naeyer             | Katholiek | Gent          |                                                                                  |
| Victor Begerem                     | Katholiek | Gent          |                                                                                  |
| Achille Albert Eeman               | Katholiek | Gent          |                                                                                  |
| Arthur Ligy                        | Katholiek | Gent          |                                                                                  |
| Justin Van Cleemputte              | Katholiek | Gent          |                                                                                  |
| Louis De Reu                       | Katholiek | Gent          |                                                                                  |
| Désiré Fiévé                       | Katholiek | Gent          |                                                                                  |
| Georges Herry                      | Katholiek | Gent          |                                                                                  |
| Louis de Hemptinne                 | Katholiek | Gent          |                                                                                  |
| Arnold t'Kint de Roodenbeke        | Katholiek | Eeklo         |                                                                                  |
| Alfons Janssens                    | Katholiek | Sint-Niklaas  |                                                                                  |
| Auguste Raemdonck van Megrode      | Katholiek | Sint-Niklaas  |                                                                                  |
| Stanislas Verwilghen               | Katholiek | Sint-Niklaas  |                                                                                  |
| Joseph Nicolas Van Naemen          | Katholiek | Sint-Niklaas  |                                                                                  |
| Léon De Bruyn                      | Katholiek | Dendermonde   |                                                                                  |
| Philippe De Kepper                 | Katholiek | Dendermonde   |                                                                                  |
| Gustave Vanden Steen               | Katholiek | Dendermonde   |                                                                                  |
| Gustave Sabatier                   | Liberaal  | Charleroi     | Sabatier overlijdt op 10 mei 1894, maar wordt niet meer vervangen.               |
| Jules Martin Philippot             | Liberaal  | Charleroi     |                                                                                  |
| Edouard Chaudron                   | Liberaal  | Charleroi     |                                                                                  |
| Oscar Deprez                       | Liberaal  | Charleroi     |                                                                                  |
| Jules Coppée                       | Liberaal  | Charleroi     |                                                                                  |
| Victor Gillieaux                   | Liberaal  | Charleroi     |                                                                                  |
| Adolphe Drion du Chapois           | Katholiek | Charleroi     |                                                                                  |
| Ferdinand Noël                     | Katholiek | Charleroi     |                                                                                  |
| Charles-Xavier Sainctelette        | Liberaal  | Bergen        |                                                                                  |
| Edmond Steurs                      | Liberaal  | Bergen        |                                                                                  |
| Auguste Houzeau de Lehaie          | Liberaal  | Bergen        |                                                                                  |
| Jules Dufrane                      | Liberaal  | Bergen        |                                                                                  |
| Arthur Lescarts                    | Liberaal  | Bergen        |                                                                                  |
| Edgard Pierman                     | Liberaal  | Bergen        |                                                                                  |
| Gustave Paternoster                | Liberaal  | Zinnik        |                                                                                  |
| Paul Scoumanne                     | Liberaal  | Zinnik        |                                                                                  |
| Jules Thiriar                      | Liberaal  | Zinnik        |                                                                                  |
| Jules Bara                         | Liberaal  | Doornik       |                                                                                  |
| Victor Carbonnelle                 | Liberaal  | Doornik       |                                                                                  |
| Paul Broquet                       | Liberaal  | Doornik       |                                                                                  |
| Charles Dereine                    | Liberaal  | Doornik       |                                                                                  |
| Oswald de Kerchove de Denterghem   | Liberaal  | Aat           |                                                                                  |
| Edouard Jean de Rouillé            | Katholiek | Aat           |                                                                                  |
| Armand Anspach-Puissant            | Liberaal  | Thuin         | Secretaris.                                                                      |
| Georges Warocqué                   | Liberaal  | Thuin         |                                                                                  |
| Louis Cambier                      | Liberaal  | Thuin         |                                                                                  |
| Félix Rigaux                       | Katholiek | Hoei          |                                                                                  |
| Joseph Warnant                     | Liberaal  | Hoei          |                                                                                  |
| Hyacinthe Eugène Cartuyvels        | Katholiek | Borgworm      |                                                                                  |
| Dieudonné Alfred Ancion            | Katholiek | Borgworm      |                                                                                  |
| Walthère Frère-Orban               | Liberaal  | Luik          |                                                                                  |
| Léon Gérard                        | Liberaal  | Luik          | Vervangt vanaf 5 april 1893 Alfred Magis, die lid wordt van de Belgische Senaat. |
| Xavier Neujean                     | Liberaal  | Luik          |                                                                                  |
| Ferdinand Fléchet                  | Liberaal  | Luik          |                                                                                  |
| Émile Jeanne                       | Liberaal  | Luik          |                                                                                  |
| Paul Van Hoegaerden                | Liberaal  | Luik          |                                                                                  |
| Charles Van Marcke de Lummen       | Liberaal  | Luik          |                                                                                  |
| Julien Warnant                     | Liberaal  | Luik          |                                                                                  |
| Octave Neef-Orban                  | Liberaal  | Luik          |                                                                                  |
| Jules Halbart                      | Liberaal  | Luik          |                                                                                  |
| Léopold Hanssens                   | Liberaal  | Luik          |                                                                                  |
| Léon d'Andrimont                   | Liberaal  | Verviers      |                                                                                  |
| Pierre Joseph Grosfils             | Liberaal  | Verviers      |                                                                                  |
| Charles Léopold Mallar             | Liberaal  | Verviers      |                                                                                  |
| Auguste Loslever                   | Katholiek | Verviers      |                                                                                  |
| Henri de Pitteurs-Hiegaerts        | Katholiek | Hasselt       |                                                                                  |
| Albert de Theux de Meylandt        | Katholiek | Hasselt       |                                                                                  |
| Adrien de Corswarem                | Katholiek | Hasselt       |                                                                                  |
| Joris Helleputte                   | Katholiek | Maaseik       |                                                                                  |
| François Meyers                    | Katholiek | Tongeren      |                                                                                  |
| Oscar de Schaetzen                 | Katholiek | Tongeren      |                                                                                  |
| Emile Van Hoorde                   | Katholiek | Bastenaken    |                                                                                  |
| Alphonse Nothomb                   | Katholiek | Aarlen        | Vervangt vanaf 20 juli 1892 de overleden Victor Tesch (Liberaal).                |
| Paul de Favereau                   | Katholiek | Marche        |                                                                                  |
| Winand Heynen                      | Katholiek | Neufchâteau   |                                                                                  |
| Emmanuel de Briey                  | Katholiek | Virton        | Secretaris.                                                                      |
| Joseph de Riquet de Caraman Chimay | Katholiek | Philippeville |                                                                                  |
| Louis de Baré de Comogne           | Katholiek | Philippeville |                                                                                  |
| Paul Marie Delvaux                 | Katholiek | Dinant        |                                                                                  |
| Jules de Montpellier d'Annevoie    | Katholiek | Dinant        |                                                                                  |
| Alphonse de Moreau                 | Katholiek | Namen         |                                                                                  |
| Ernest Mélot                       | Katholiek | Namen         |                                                                                  |
| Ferdinand Dohet                    | Katholiek | Namen         |                                                                                  |
| Auguste Doucet de Tillier          | Katholiek | Namen         |                                                                                  |